# Szükségleti tudat
A szükségleti tudat a pszichoanalitikus ihletettségű Szondi Lipót terminológiájában az egyén azon lélektani jellemzője, mely megmutatja hogy az adott egyén mennyire van tudatában saját szükségleteinek.

## A fogalom indokoltsága
A pszichoanalitikus elmélet szerint a szükségletek (kerülőút nélküli) kielégítődésének folyamata három lépésből áll:
- a szükségletek keletkezése
- a szükségletek tudatosulása
- az állásfoglaló ego engedélye a kielégülésre

A pszichoanalitikus elmélet szerint a szükségletek kielégítésének folyamata a második és harmadik lépésnél is elakadhat. Ha pedig a második lépésnél bármikor elakadhat, akkor az elméletből következően az egyének nincsenek és nem is lehetnek mindig tisztában saját szükségleteikkel. A szükségleti tudat szintjén az elakadás gyakorlati okai (a teljesség igénye nélkül) a következők lehetnek:
- a szükségleteket bizonyos esetekben az egyén erkölcstelennek ítéli és így a lelkiismereti funkciót megvalósító szuperego hatására nem is tudatosulnak (például bizonyos személyek tiltott dologként tekinthetnek új szexuális pozitúrák kipróbálására, mert úgy nevelték őket, hogy a szex egyedüli célja az utódnemzés)
- az egyén félelemmel viszonyul a nem nyilvánvaló szükséglet kielégítésének eredményéhez, még a szükséglet tudatosulása előtt, ezért a szükséglet tudattalan marad (például bizonyos személyek félhetnek érdeklődésüket szabadon engedni, mert attól tarthatnak, hogy rájönnek: a választott pályát nem is igazán szeretik)
- a tudatos szférában egy markáns szükséglet elégítődik ki, melynek felszínen maradásához az egyén olyan erősen ragaszkodik, hogy minden más szükségletet kizár a tudatából (például bizonyos emberek olyan erősen ragaszkodhatnak a szabadság érzéséhez, hogy nem veszik észre kielégítésre váró egyéb szükségleteiket)

## A szükségleti tudat mérése
A szükségleti tudat beállítottságának mérésére a Szondi-teszt által nyílik lehetőség, melynek "p" ösztöntényezője ad támpontot arra nézve, hogy a szükségletek az egyénben inkább elfojtódnak, vagy inkább tudatosulnak.